# The Killing Kind (série de televisão)
The Killing Kind é uma série de televisão britânica de suspense jurídico baseada no romance de mesmo nome de Jane Casey, adaptada por Jonathan H. A. Stewart e Zara Hayes e desenvolvida pela Eleventh Hour Films para a Paramount+. A série estreou em 7 de setembro de 2023.

## Enredo
Ingrid (Appleton) é uma advogada que tenta reconstruir sua vida depois de se aproximar demais de um antigo cliente perigoso (Morgan), quando de repente ele reaparece em sua vida.

## Elenco

### Principal
- Emma Appleton como Ingrid Lewis
- Colin Morgan como John Webster
- Elliot Barnes-Worrell como Mark Orpen
- Olivia D'Lima como Suzanne
- Kerr Logan como DS Luke Nash
- Sara Powell como Belinda Grey
- Nicholas Rowe como Angus Grey
- Sophie Stanton como DI Jill Winstanley

### Recorrente
- Rob Jarvis como Tom Martins
- Bethany Muir como Emma Seaton
- Richard Dixon como Juiz Peter Stuart
- Charles Furness como Jake Seaton
- Stuart Fox como Daniel Pole
- Niamh Gaia como Flora Pole

## Lançamento
Inicialmente previsto para ser transmitido no Paramount+ em 2024, a série foi antecipada para ser lançada em 7 de setembro de 2023.